# Gayropa
Gayropa (en ruso: Гейропа, de «gay» y «Europa») es un término despectivo ampliamente utilizado en Rusia (incluyendo los medios estatales rusos) y otros Estados postsoviéticos para referirse a la civilización europea (como parte de la más amplia civilización occidental) en oposición con la civilización rusa, de carácter notablemente más conservador. Al principio, la expresión trataba de resaltar de forma despectiva que Europa, o la Unión Europea en particular, es gay-friendly o que está controlada por el «lobby gay», pero posteriormente pasó a implicar la decadencia de la civilización europea en general, frente a una Rusia que mantiene sus valores tradicionales.

## Historia
A comienzos de los años 2000, las relaciones entre Rusia y la Unión Europea estaban llenas de optimismo, pero se empezaron a deteriorar tras una serie de revoluciones de colores en varios Estados postsoviéticos (la Revolución Naranja de Ucrania, la Revolución de las Rosas de Georgia y la Revolución de los Tulipanes en Kirguistán). Según el politólogo Andrew Foxall, este cambio empezó durante el segundo mandato de Vladímir Putin como presidente (2004-2008) y se intensificó en el tercero (2012-2018). En los años 2010, cobró fuerza el sentimiento de choque de civilizaciones, y la promoción desde Occidente de la libertad de homosexualidad en Rusia fue considerada como un símbolo del imperialismo cultural occidental y uno de los aspectos de esta confrontación.
El término «Gayropa» se popularizó durante el Euromaidán de Ucrania (2013-2014) y la posterior guerra ruso-ucraniana, siendo ampliamente empleado tanto en Rusia como en Ucrania. En 2016, se incorporó al Diccionario etimológico ruso bajo la edición de Aleksandr Anikin, con una marca de «neologismo vulgar peyorativo».

## Significado político
Según la socióloga Tatiana Riábova, el sentimiento antioccidental ruso presenta una Europa en decadencia, siendo una de las explicaciones para ello la supuesta «distorsión de los roles de género naturales». Las actitudes negativas hacia Europa cimentan la identidad nacional rusa, y no solo exaltan a Rusia por sus habitantes, sino que también le proporcionan un rol mesiánico: el bastión de los valores familiares tradicionales destinado a «salvar» Europa y el mundo entero.
Riábova también afirma que el concepto de «Gayropa» es una parte importante de la legitimación del actual régimen político de Rusia, al permitir que el gobierno se presente a sí mismo como guardián de la «normalidad». La imagen forzada de la oposición política rusa como traidora al Estado queda complementada por su representación como personas con desviaciones de género. Los valores de las personas que conforman la clase creativa se muestran como pervertidos, y su actividad política como ilegítima y no digna de atención.
Según la socióloga de género Tamara Martseniuk, el uso de este término en Ucrania es un buen ejemplo de que la homofobia sigue presente en el país.